# Cytisus emeriflorus
Cytisus emeriflorus är en ärtväxtart som beskrevs av Heinrich Gottlieb Ludwig Reichenbach. Cytisus emeriflorus ingår i släktet kvastginster, och familjen ärtväxter. Inga underarter finns listade i Catalogue of Life.